# Holešovický hřbitov
Holešovický hřbitov se nachází v Praze v Holešovicích, v ulici Strojnická 307. Založen byl roku 1873 ve svahu mezi Stromovkou a ulicí Strojnickou, poblíž viaduktu Buštěhradské dráhy. Hřbitov má tvar téměř pravoúhlého trojúhelníku. Zajímavostí je, že na hřbitově platí zákaz pohřbívání mrtvých - pohřbívají se pouze urny.[zdroj?] Hrob zde má Jan Zázvorka starší, Eva Olmerová, Bedřich Šetena, dabingový režisér Martin Těšitel a Jaroslav Brouk (1884 – 1953), zakladatel letenského obchodního domu Brouk a Babka, rockový bubeník Vlado Čech. Rozloha hřbitova je 0,88 ha.
Holešovický hřbitov spravuje příspěvková organizace Hřbitovy a pohřební služby hl. m. Prahy, Hřbitovní správa Ďáblice.